# Koixúrnikovo
Koixúrnikovo (en rus: Кошурниково) és un poble (un possiólok) del krai de Krasnoiarsk, a Rússia, que el 2017 tenia 3.232 habitants. Pertany al districte de Kuràguino.